# Nicole Jeanine Lydie Roboty Mbou
 (août 2024).
La mise en forme du texte ne suit pas les recommandations de Wikipédia : il faut le « wikifier ».
Les points d'amélioration suivants sont les cas les plus fréquents. Le détail des points à revoir est peut-être précisé sur la page de discussion.
- Les titres sont pré-formatés par le logiciel. Ils ne sont ni en capitales, ni en gras.
- Le texte ne doit pas être écrit en capitales (les noms de famille non plus), ni en gras, ni en italique, ni en « petit »…
- Le gras n'est utilisé que pour surligner le titre de l'article dans l'introduction, une seule fois.
- L'italique est rarement utilisé : mots en langue étrangère, titres d'œuvres, noms de bateaux, etc.
- Les citations ne sont pas en italique mais en corps de texte normal. Elles sont entourées par des guillemets français : « et ».
- Les listes à puces sont à éviter, des paragraphes rédigés étant largement préférés. Les tableaux sont à réserver à la présentation de données structurées (résultats, etc.).
- Les appels de note de bas de page (petits chiffres en exposant, introduits par l'outil «  Source ») sont à placer entre la fin de phrase et le point final[comme ça].
- Les liens internes (vers d'autres articles de Wikipédia) sont à choisir avec parcimonie. Créez des liens vers des articles approfondissant le sujet. Les termes génériques sans rapport avec le sujet sont à éviter, ainsi que les répétitions de liens vers un même terme.
- Les liens externes sont à placer uniquement dans une section « Liens externes », à la fin de l'article. Ces liens sont à choisir avec parcimonie suivant les règles définies. Si un lien sert de source à l'article, son insertion dans le texte est à faire par les notes de bas de page.
- La présentation des références doit suivre les conventions bibliographiques. Il est recommandé d'utiliser les modèles {{Ouvrage}}, {{Chapitre}}, {{Article}}, {{Lien web}} et/ou {{Bibliographie}}. Le mode d'édition visuel peut mettre en forme automatiquement les références.
- Insérer une infobox (cadre d'informations à droite) n'est pas obligatoire pour parachever la mise en page.

Pour une aide détaillée, merci de consulter Aide:Wikification.
Si vous pensez que ces points ont été résolus, vous pouvez retirer ce bandeau et améliorer la mise en forme d'un autre article.
Nicole Jeanine Lydie Roboty Mbou, née le 5 décembre 1966 à Port-Gentil au Gabon, est une économiste et femme politique gabonaise.

## Biographie

### Origines et Vie familiale
Nicole Roboty nait le 5 décembre 1966 dans la ville de Port-Gentil, capitale économique du Gabon[réf. nécessaire].
Elle se marie et devient Nicole Jeanine Lydie Roboty épouse Mbou.

### Formation
Nicole Jeanine effectue l'ensemble de ses études primaires et secondaires à Libreville puis à l’Institut National des Sciences de Gestion (INSG) où elle obtient un master en 1992 en finances. Elle poursuit ses études supérieures en France où elle décroche un Diplôme d’Etudes Supérieures de l’Université de Paris 1 – Panthéon Sorbonne.

## Carrière professionnelle
Ses premiers pas dans l’administration gabonaise se font au sein de la Banque gabonaise de développement (BGD). Par la suite, elle intègre le Ministère des Finances. Entre 2013 et 2018, ou elle occupe tour à tour les fonctions de chargée d’études, directrice de la négociation et du suivi des mobilisations au sein de La Direction Générale de la Dette. Plus tard, elle y devient directrice générale adjointe.
Le 17 juillet 2020, elle est promue Ministre Déléguée à l’Economie et aux finances.
Le 9 décembre 2020, elle devient Ministre de l’Economie et des finances.
Le  13 septembre 2023, elle passe le témoin à Mays Mouissi, l'actuel Ministre de l'Economie.